# Mataderos
Mataderos è un barrio della capitale argentina Buenos Aires. 

## Geografia
Mataderos è situato all'estremità sud-occidentale della città, presso il confine con la provincia di Buenos Aires. Confina a nord con Liniers e Villa Luro, a nord-est con Parque Avellaneda, a sud-est con Villa Lugano e a sud-ovest con il partido di La Matanza, in provincia di Buenos Aires. 

## Storia
Il 21 marzo 1900 fu inaugurato il grande mattatoio dei bovini che ha dato poi origine al toponimo. Nel maggio dell'anno seguente furono aperti anche i macelli per i suini e gli ovini. Accanto a queste è lentamente sorto il quartiere abitato dagli stessi operai. 
A causa della sua posizione al limite tra la città e la campagna, il quartiere costituì a lungo il punto di contatto tra queste due realtà, diventando in breve tempo un importante nodo commerciale rurale, oltre ad essere il principale ritrovo dei gauchos all'interno della città.

## Cultura

### Eventi
Dal 1986 si svolge ogni domenica da aprile a dicembre una fiera tradizionale che propone ai visitatori un'esposizione di prodotti, cibi e oggetti della tradizione rurale argentina.

## Sport
La principale società sportiva di Mataderos è il Nueva Chicago, la cui sezione calcistica vanta diverse partecipazioni nella massima serie argentina e disputa le sue partite interne presso lo stadio Nueva Chicago.